# Charles Grey (1er comte Grey)
Pour les articles homonymes, voir Charles Grey et Grey.
Charles Grey (23 octobre 1729 – 14 novembre 1807), 1er comte Grey, est l'un des plus grands généraux britanniques du XVIIIe siècle. Il est le quatrième fils de sir Henry Grey, baronnet, originaire de Howick dans le Northumberland (comté).

## Biographie

### Jeunesse
Il est le quatrième fils de Sir Henry Gray, 1er baronnet, de Howick et Hannah, fille de Thomas Wood de Fallodon dans le Northumberland. Il est né dans le domaine de sa famille, connu sous le nom de Howick, à 30 miles au nord de Newcastle upon Tyne et à un mile de la mer du Nord. Sa date de naissance exacte est inconnue, mais il est baptisé le 23 octobre 1729, il est donc probablement né en octobre.
Parce qu'il a trois frères aînés, Gray ne s'attendait pas à hériter des titres et des domaines de son père, alors il poursuit une carrière dans l'armée. Deux frères aînés, Sir Henry et Thomas, sont tous deux décédés sans enfants.

### Carrière militaire
Charles reçoit un brevet d'enseigne en 1748. Vers décembre 1752, il sert comme Lieutenant au 6e régiment de fantassins. Par la suite, il lève une compagnie à son compte et rejoint le 20e régiment, où James Wolfe sert comme lieutenant-colonel. En 1757, alors qu'il est dans le régiment de Wolfe, il participe à l'attaque manquée contre Rochefort.

#### La guerre de Sept Ans
Pendant la guerre de Sept Ans, il sert comme adjudant-major dans l'état-major du duc Ferdinand de Brunswick et, le 1er août 1759, est blessé à la bataille de Minden. Le 14 octobre 1760, il commande une compagnie légère à la bataille de Campen, où il est de nouveau blessé. Un an plus tard, comme lieutenant-colonel au 98e fantassins, il participe au siège de Belle-Île, sur la côte bretonne. Il participe ensuite à la bataille de La Havane en 1762 avant de faire partie de l'état-major de Wilhelm, comte de Schaumburg-Lippe, pendant l'invasion du Portugal par l'Espagne (1762). En 1763 il prend sa retraite en demi-solde, mais, promu colonel en 1772, il exerce alors les fonctions d'aide de camp auprès du roi George III.

#### Guerre d'Indépendance des États-Unis
Pendant la guerre d'indépendance des États-Unis, il est un des chefs militaires les plus heureux et est rapidement promu, devenant major général en 1777. Il gagne le surnom de « No-flint Grey » (Grey sans silex) après l'attaque de nuit de la bataille de Paoli de 1777, avant laquelle il fait enlever les silex des mousquets de ses troupes, afin d'attaquer à la baïonnette les révolutionnaires américains, maintenant ainsi l'effet de surprise. Immédiatement après, il commande la 3e brigade à la bataille de Germantown.
En 1778 il mène des raids contre New Bedford les 5-6 septembre, détruisant presque toute la flotte, mettant le feu dans la ville à vingt magasins et vingt-deux maisons et incendiant Martha's Vineyard, d'où, entre le 10 et le 15 septembre, les Britanniques emportent tous les moutons, les porcs, les bestiaux et les bœufs qu'ils peuvent trouver, promettant un paiement à New York. Grey utilise à cette occasion la même tactique qu'il a mise en œuvre à la bataille de Paoli. Il est rappelé en Angleterre, où on le fait chevalier de l'ordre du Bain et lieutenant général. Par la suite, il est nommé commandant en chef des troupes britanniques en Amérique, mais les hostilités se terminent avant qu'il puisse prendre le commandement.

#### Guerres contre la France de la Révolution
Au début de la guerre contre la France de la Révolution, en 1793, sir Charles Grey est nommé commandant de l'expédition aux Indes occidentales. Il commence cependant par se rendre à Ostende pour participer aux opérations destinées à secourir Nieuport en Belgique. Au début de 1794, conjointement avec l'amiral sir John Jervis, il dirige une force britannique chargée de s'emparer de la Martinique. La campagne dure environ six semaines et les Britanniques s'emparent de Fort-de-France et de son fort, Fort Saint Louis, le 22 mars, et d'un autre fort, Fort Desaix, deux jours plus tard. Les Britanniques occupent alors la Martinique jusqu'à ce que le traité d'Amiens rende l'île aux Français en 1802.

### Pairie
Fin 1794, il revient en Angleterre. De 1797 à 1807 le général Grey est nommé gouverneur de Guernesey, dans les îles Anglo-Normandes.
De 1798 à 1799, il exerce également les fonctions de commandant du district du Sud, puis prend sa retraite en 1799. En reconnaissance de ses services, il est élevé à la pairie en janvier 1801 comme baron Grey de Howick. En 1806, il est créé comte Grey et vicomte Howick. Il meurt l'année suivante à l'âge de 78 ans.

### Famille
En 1762, il épouse Elizabeth (1744-1822), fille de George Grey de Southwick (1713-1746) ; ils ont quatre fils :
- Charles Grey (1764-1845), homme d'État britannique et Premier ministre qui donne son nom au thé Earl Grey.
- George Grey (1767-1828), dont la fille Hannah Jean épouse sir Henry Thompson, 3e baronnet
- William Grey (1777-1817)
- Edward Grey (1782-1837)

Il est aussi un ancêtre des Premiers ministres du Royaume-Uni Anthony Eden et Alec Douglas-Home, ainsi que d’Eliza Courtney et de la princesse Diana.